# Getijdenboek van Johanna van Navarra

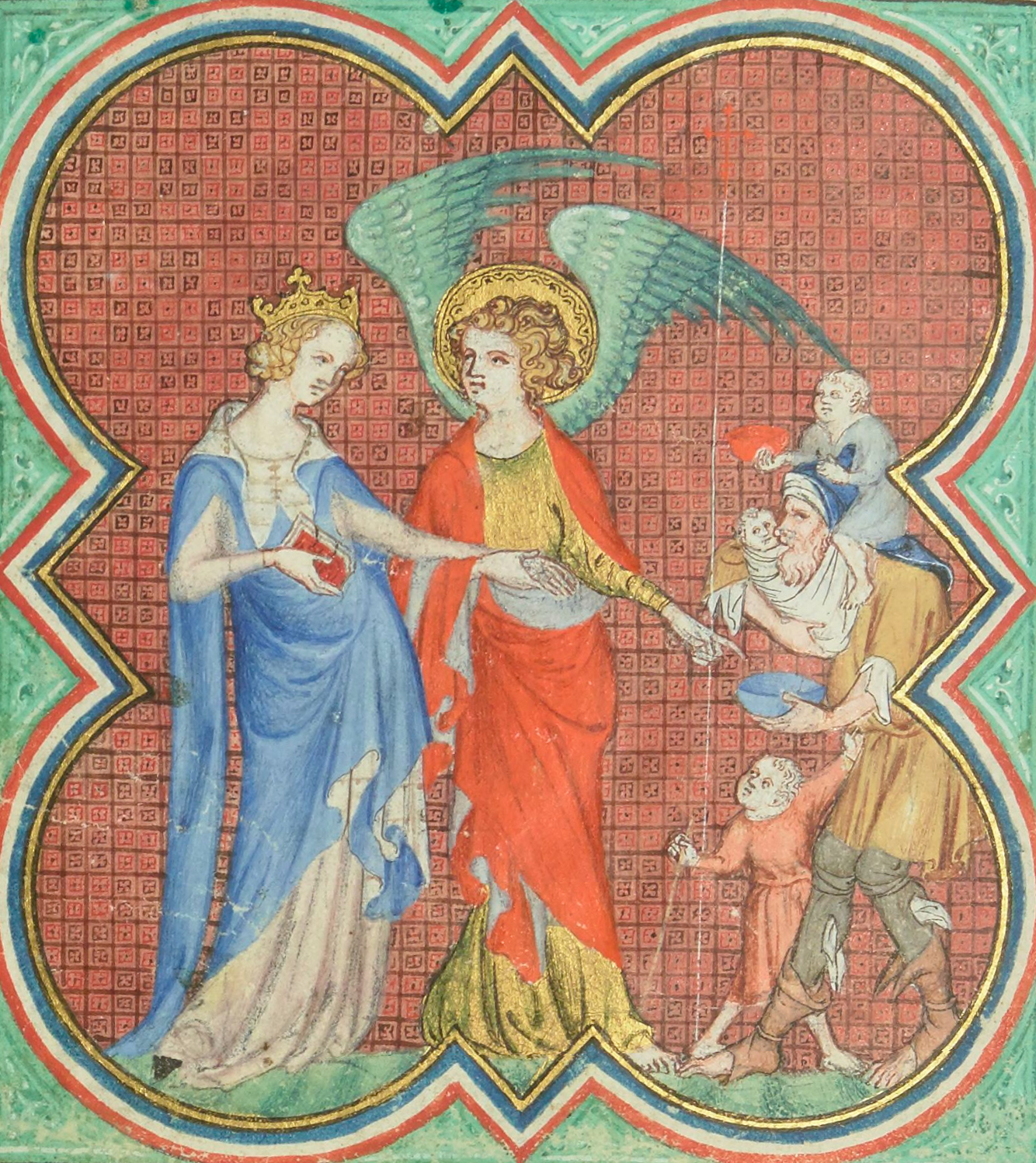
Johanna II van Navarra geeft aalmoezen in het gezelschap van haar engel bewaarder, f123v uit het Getijdenboek van Johanna van Navarra

Het Getijdenboek van Johanna van Navarra is een getijdenboek uit de eerste helft van de 14e eeuw gemaakt in opdracht van Johanna II van Navarra en verlucht door Jean le Noir en medewerkers. Het handschrift wordt nu bewaard in de Bibliothèque nationale de France met als signatuur ‘Nouvelle acquisition latine 3145’.

## Beschrijving
Het handschrift bestaat uit 271 folia van perkament verdeeld over 36 katernen. De afmetingen zijn 180 x 135 mm en het bevat 108 versierde bladzijden met 62 miniaturen en talrijke versierde en gehistorieerde initialen van 4 tot 7 lijnen hoog. De meeste miniaturen zijn ingepast in een liggende vierpas met tricolore boord. Het manuscript is geschreven in het Latijn in een littera textualis met rubrieken en enkele gebeden in het Frans. Er was een scribent voor het eerste deel (f11-256) en minstens vijf andere handen voor de latere toevoegingen. Het tekstblok meet 110 bij 80 mm en werd geschreven in een kolom van 21 lijnen per blad.

## Geschiedenis

### Bestemmeling
Het manuscript werd geschreven voor Johanna van Navarra (1311-1349). Men is hier zeker van omdat de koningin op verschillende plaatsen in het manuscript wordt afgebeeld, maar ze wordt ook genoemd in een gebed tot de Heilige Maagd op f151 dat de tekst bevat: ut intercedas pro me ancilla tua Johanna navarre regina (en bemiddel voor mij, uw dienstmaagd Johanna, koningin van Navarra). Ook haar wapens (zowel de Franse als die van Navarra) komen veelvuldig voor in het manuscript.

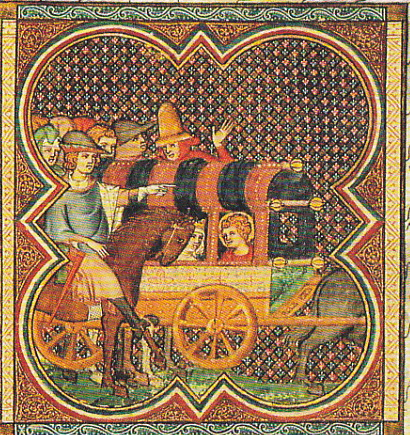
De heilige Lodewijk is met zijn moeder Blanche van Castilië op weg naar Reims voor de koningskroning, f97r uit het Getijdenboek van Johanna van Navarra

### Datering
Johanna was het enige overlevende kind van Lodewijk X toen die in 1316 stierf. Ze werd echter van de opvolging uitgesloten zogezegd op basis van de Salische wet, maar eigenlijk had haar voogd Filips V in haar naam afstand gedaan van de troon om zelf koning te kunnen worden. Na het overlijden van Filips V in 1322 en van Charles le Bel in 1328 was Johanna opnieuw de erfgename van de troon, maar ditmaal werd ze opzij gezet voor Filips VI. Als troostprijs werden Johanna en haar echtgenoot Filips van Évreux, benoemd tot koningen van het minirijkje Navarra. Ze werd gekroond op 5 maart 1329. Op basis hiervan en van het gebed op f151 kan men de terminus post quem voor het ontstaan van het handschrift vastleggen op 1328. Maar gezien in het handschrift nergens de wapens van het graafschap Champagne voorkomen, graafschap waarvan Johanna van 1316 tot 1336 titelvoerende gravin was, kan men veronderstellen dat de begindatum na 1336 moet geplaatst worden.
Het feit dat Johanna nergens werd afgebeeld als weduwe laat toe te veronderstellen dat het handschrift werd opgeleverd voor het overlijden van haar man in 1343. Het kwam dus waarschijnlijk tot stand in de periode tussen 1328 en 1343. Er zijn nog toevoegingen geweest in de 15e eeuw.

### Opdrachtgever
Over de opdrachtgever is er minder zekerheid. Sommige bronnen vermelden koning Filips VI als opdrachtgever. Hij zou het boek geschonken hebben aan Johanna, omdat hij haar beroofd had van de troon van Frankrijk, De reden hiervoor was een miniatuur op f150r die een koning, die aan de banier herkenbaar is als Filips VI, en een koningin toont met hun familie die knielen voor de relieken bewaard in de Sainte-Chapelle. Op basis van de personen op die miniatuur neemt men tegenwoordig aan dat die van latere datum is en heeft men deze hypothese terzijde gelaten.

### Eigenaars
Na Johanna van Navarra verdwijnt het handschrift voor een poos uit het zicht. Maar Christopher de Hamel ontdekte in een inventaris uit 1402 van de bibliotheek van de hertog van Berry een inschrijving die best zou kunnen verwijzen naar het getijdenboek van Johanna. Het getijdenboek zou eigendom geweest zijn van de hertogin van Normandië, moeder van de hertog, die wij kennen als Bonne van Luxemburg. Op basis daarvan ontwikkelde hij de volgende hypothese voor de vroege geschiedenis van het manuscript.
Nog tijdens het leven van Johanna zou het manuscript zijn overgegaan naar Filips VI die het verder liet afwerken, onder meer met de miniatuur op f150r, door de vierde miniaturist en het aan zijn schoondochter Bonne van Luxemburg schonk. Via Bonne zou het dan terechtgekomen zijn bij Karel V. Die schonk het op zijn beurt aan zijn schoondochter  Isabella van Beieren. Zij liet twee sloten aanbrengen aan de binding vooraleer het manuscript in de handen kwam van Jean de France duc de Berry, de oom van haar echtgenoot Karel VI. Via de hertog van Berry zou het manuscript terecht gekomen zijn bij Johanna van Navarra, de gemalin van Hendrik IV van Engeland en kleindochter van de eerste bezitster. De miniatuur op f3, toegevoegd in Engeland door een Engelse miniaturist in het begin van de 15e eeuw, zou dan een illustratie zijn die Johanna van Navarra de koningin van Engeland voorstelt.

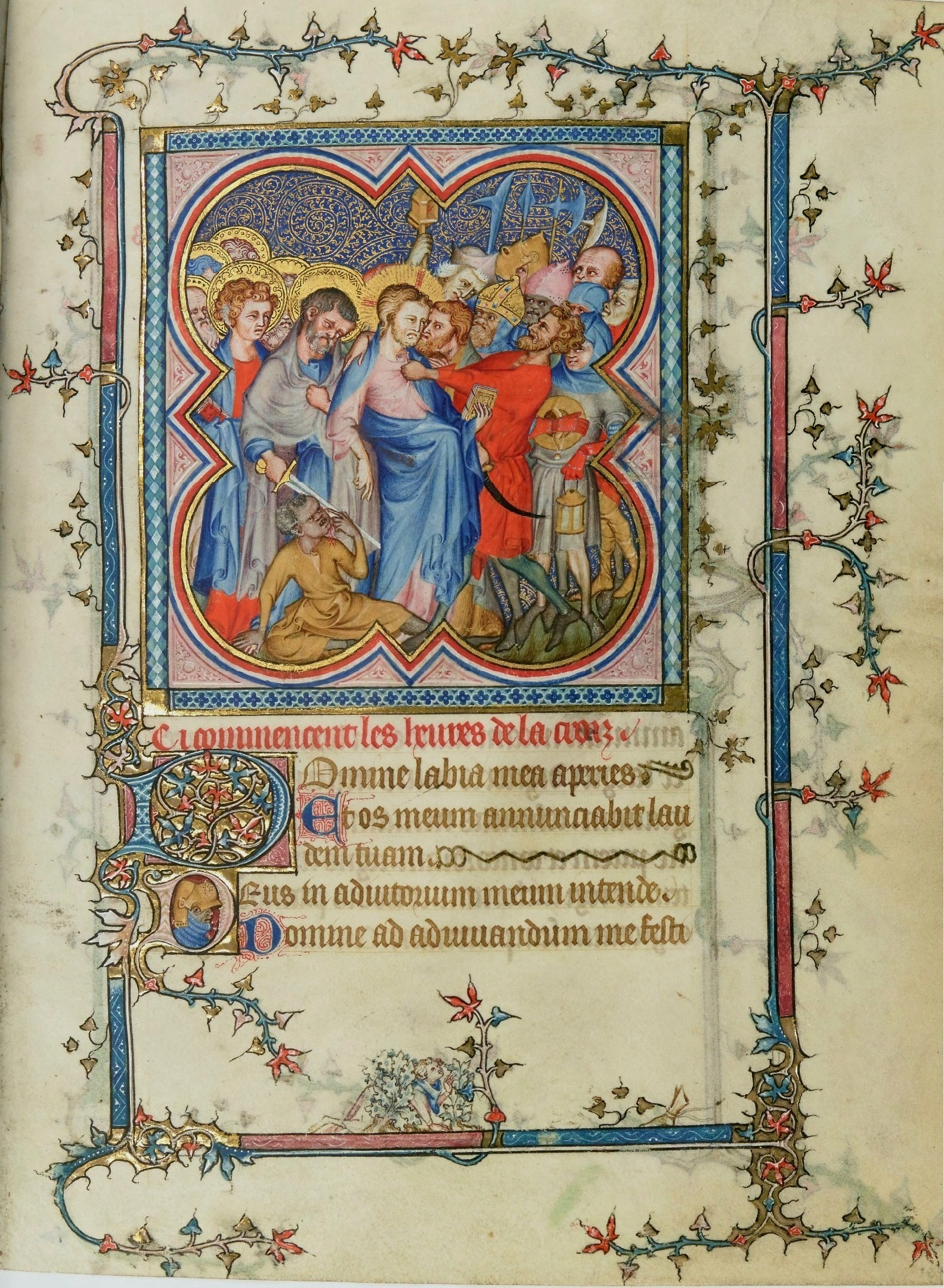
De gevangenneming van Christus, f109r uit het Getijdenboek van Johanna van Navarra

Daarna dook het handschrift op in een nonnenklooster van de cordelières (clarissen) in de rue de Lourcinnes in de faubourg Saint-Marcel in Parijs. Het klooster was nog opgericht door de weduwe van de Heilige Lodewijk. Er is geen aanduiding hoe het daar terecht kwam, maar op f271v is er een bijna uitgewiste ex libris die zegt dat het handschrift werd bijgehouden door zuster Anne Béline. Onder de gebeden die werden toegevoegd in de 15e eeuw achteraan in het manuscript is er een litanie voor franciskaans gebruik, geschreven na 1481, want hij roept de heilige Berard van Carbio aan die pas in 1481 werd heilig verklaard, en hij was opgesteld voor gebruik in een vrouwenklooster. Ook in de 17e eeuw hebben we een aanduiding dat het manuscript zich nog steeds in het klooster bevond want het werd in 1621 ontdekt door en uitgeleend aan Nicolas-Claude Fabri de Peiresc, een Parijse antiquaar, die fresco’s over de Heilige Lodewijk in het klooster kwam bestuderen. Peiresc maakte een vrij volledige beschrijving van het manuscript en ontdekte eveneens dat het een getijdenboek van Johanna van Navarra betrof.
Daarna zou het ingebonden zijn geweest door Richard Wier voor de Iers-Franse verzamelaar Justin MacArthy-Reagh wiens bibliotheek werd verkocht in 1817. Het getijdenboek zou lot 392 geweest zijn en het werd gekocht door de Londense boekhandelaars Payne & Foss. Het duurde even voor die een koper vonden, maar in 1847 werd het dan uiteindelijk verkocht aan Bertram, de 4e earl van Ashburnham. In 1897 werd het door de 5e earl verkocht aan Henry Yates Thompson. Op 4 juni 1919 werd het handschrift geveild bij Sotheby's en verkocht aan baron Edmond de Rothschild voor de toen onwaarschijnlijke prijs van £ 11.800. Na de dood van de weduwe van Edmond de Rothschild, Aleidis, in 1935 kwam het handschrift terecht bij hun dochter Alexandrine de Rothschild. Tijdens de Tweede Wereldoorlog werd haar omvangrijke collectie volledig geplunderd door de nazi’s.
Op 4 mei 1945 vielen de geallieerde troepen, Engelsen en Fransen, binnen in Berchtesgaden waar Hitler zijn Berghof had gebouwd op de Obersalzberg. Ze stootten er in het station van Berchtesgaden op een trein samengesteld uit zeven goederenwagons volgestouwd met kunstschatten. Een Franse officier struikelde over wat hij dacht een baksteen te zijn, maar het bleek bij nader toekijken een middeleeuws manuscript. Een andere officier vond een tweede manuscript in een langwerpige doos. De manuscripten verdwenen in de rugzak. Later zou blijken dat de trein gevuld was met de kunst die in opdracht van Hermann Göring geroofd was.
Terug in Frankrijk ging de eerste officier met zijn vondst naar een vriend in de Gemeentelijke Bibliotheek in Valenciennes en zij kwamen tot hun grote verbazing tot de conclusie dat zij de Très belles heures du duc de Berry hadden ontdekt. Het manuscript was eigendom geweest van baron Maurice de Rothschild (1878-1957) die het als gestolen had gerapporteerd na de oorlog. Het manuscript werd terugbezorgd aan zijn rechtmatige eigenaar die het in 1956 aan de Bibliothèque nationale naliet.
De andere vinder schonk het manuscript aan de abdij van Boquen in Bretagne, die in 1936 was heropgericht onder de leiding van Dom Alexis Bresse (1883-1964). Die zou de herkomst van de vondst hebben doorgegeven aan zijn opvolger Dom Bernard Besret. In 1967 was het dak van de abdij aan herstelling toe en Dom Besret bracht het boek voor een schatting naar een antiquaar in Rouen, die de Bibliothèque nationale inschakelde. Het boek werd onderzocht door Marcel Thomas en François Avril, die dadelijk het verloren gewaande getijdenboek van Johanna van Navarra herkenden. Edmond de Rothschild, de erfgenaam van Alexandrine de Rothschild, wou het boek verkopen, maar op 2 juni 1968 kwam er een bericht van het Duitse ministerie van financiën waaruit bleek dat het boek inderdaad naar Herman Göring was gestuurd maar dat Alexandrine de Rothschild in 1959 vergoed was door het Duitse ministerie voor de bij haar geroofde kunstschatten en dat het manuscript dus eigendom was van de West-Duitse staat. Dom Besret probeerde nog het eigendom te claimen maar gaf de discussie op in oktober 1969. De Rothschild trok zich terug uit de zaak in november van dat jaar. Het manuscript werd door de Fransen benoemd tot een niet exporteerbaar monument van de Franse cultuur en na jarenlange discussies werd het door de Duitsers verkocht aan Frankrijk en ondergebracht in de Bibliothèque nationale de France.

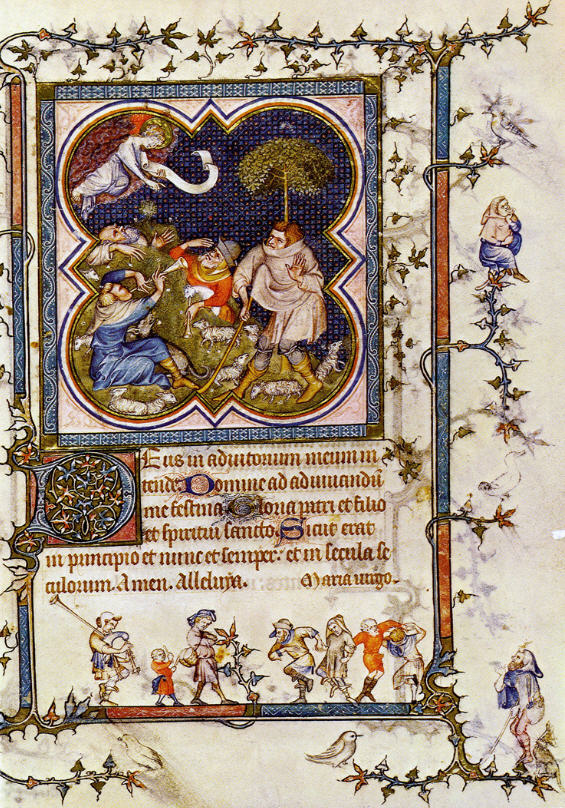
Verkondiging aan de herders, f53r uit het Getijdenboek van Johanna van Navarra

## Inhoud
Het boek bevat de volgende gebeden:
- ff1-3: Toevoeging uit de 15e eeuw : suffragia voor Sebastiaan (heilige)Sint-Sebastiaan, Lupus van Troyes en de heilige Suzanna.
- ff4-10: Heiligenkalender
- ff11-38: Getijden van de Heilige Geest
- ff39-72: Kleine Officie van Onze Lieve Vrouw
- ff72v-75: O intemerata en het Veni Creator Spiritus
- ff75-81r: De boetepsalmen
- ff81v-85: Litanie van alle Heiligen
- ff85v-108v: De getijden van de heilige Lodewijk
- ff108v-117: De kleine kruisgetijden
- f117-133: Diverse gebeden in het Frans en in het Latijn
- ff133-134v: Het leven van de heilige Margaretha (in het Frans)
- ff135-136: Begin van het evangelie volgens Johannes
- ff136-152r: Diverse gebeden in het Frans en in het Latijn
- ff152v-158v: De bedevaartspsalmen
- ff158v182v: Het dodenofficie
- ff182v-193v: Suffragia van de heiligen
- ff194v-f219v: Variant van de Mariagetijden voor de advent
- ff219v-246: Variant van de Mariagetijden voor de periode tussen Kerstmis en Lichtmis
- ff247-255: Het psalter van de H. Hiëronymus
- ff255-256v/ Gebeden tot de h. Maagd met onder meer het Obsecro te
- ff257-271v: Diverse toevoegingen uit de 14e en 15e eeuw in een verschillende hand met onder meer de getijden van de H. Geest

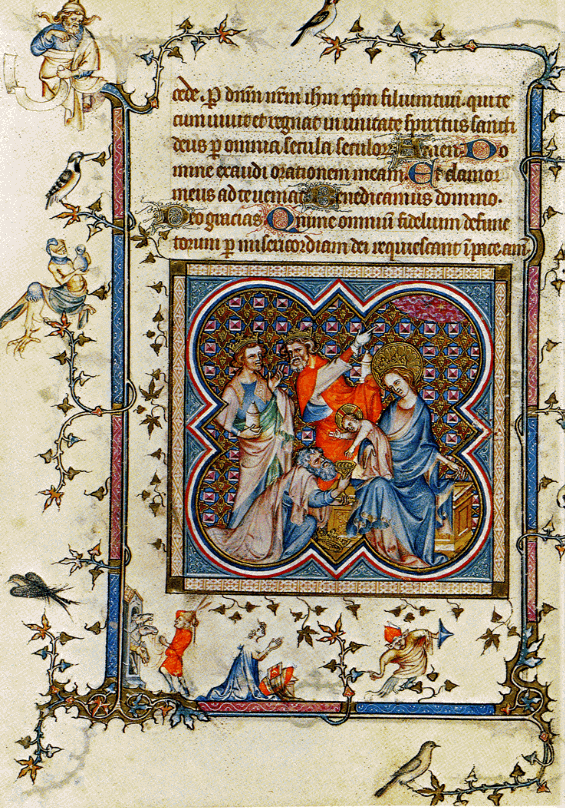
De aanbidding der wijzen met in de ondermarge Johanna in gebed, f55v uit het Getijdenboek van Johanna van Navarra

## Verluchting
De verluchting werd verzorgd door drie artiesten uit het atelier van Jean Pucelle onder de supervisie van Jean Le Noir en een vierde artiest Jean Mahiet die bekend is van de illustratie van La vie et miracles de saint Louis (BnF, Français 5716).
Alle grote miniaturen zijn geschilderd in een vierpasomlijsting uitgevoerd in rood, wit en blauw. De vierpas is omgeven door een vierkant kader, dat op zijn beurt wordt omlijst door een rechthoekig kader waaruit ranken ontspringen. De miniaturen zijn meestal 15 lijnen hoog en worden gevolgd (of voor afgegaan) door vijf of zes lijnen tekst ingeleid met een versierde initiaal. De marges zijn dikwijls versierd met allerlei personages, menselijke maar ook vogels, aapjes, andere dieren en fantasiewezens zoals men kan zien op de afbeelding van f55v en f53r.
De wapens van Navarra komen veelvuldig voor in de margeversiering, in meer dan 80 van de verluchte initialen en in de achtergrond van sommige miniaturen. Ook de wapens van Évreux werden vaak gebruikt.

### De kalender
De kalender in het getijdenboek van Johanna van Navarra is vrij bijzonder. Elke maand beslaat een bladzijde. De kalender heeft vijf kolommen namelijk het gulden getal of numerus aureus, de zondagsletter (Lat. Littera Dominicalis), de datum in Romeinse notering, het feest of de heilige die op de betrokken dag gevierd wordt en de belangrijkheid van de feestdag. In de titel van de bladzijde vinden we de naam van de maand, het aantal dagen en het aantal maandagen.
Bovenaan elke bladzijde zien we telkens een gelijkaardig tafereel. In een grote boog zien we een landschap dat karakteristiek is voor de betrokken maand. In de boog die het landschap overspant staat de zon op een plaats die de maand aangeeft. De boog steunt op de rechterkant op de groot uitgewerkte letters KL en aan de linkerzijde op een poortgebouwtje. Uit de poort komt het astrologisch teken van de maand naar buiten (bv. Aquarius in januari) en boven op de tinnen van het gebouw is de Maagd Maria afgebeeld. Links van het gebouw zien we de apostel Paulus predikend, elke maand voor een andere gemeenschap. In totaal schreef Paulus brieven aan 11 gemeenschappen of personen, die we in de kalender zien terugkomen. Voor januari werd de bekering van Paulus afgebeeld.
In de ondermarge zien we telkens een gebouw met daarnaast een profeet uit het Oude Testament. Naast hem staat een van de apostelen. De profeet citeert een tekst uit een van zijn geschriften en de apostel antwoordt daarop met een tekst uit de geloofbelijdenis van de apostelen. We zien ook dat de profeet telkens een steen loswrikt uit het gebouw naast hem, de Synagoge, en die doorgeeft aan de apostel. De synagoge gaat in de loop van het jaar meer en meer tot een ruïne vervallen en in december blijft er slechte een puinhoop over. Symbolisch stelt dit de teloorgang van de oude Joodse wet voor, die plaats maakt voor de nieuwe christelijke wet.
Een dergelijk kalenderillustratie is terug te vinden in een beperkt aantal handschriften die allemaal gemaakt werden voor de Franse hofkringen. Het model is waarschijnlijk het Belleville-breviarium dat ongeveer 10 jaar eerder werd gemaakt door Jean Pucelle

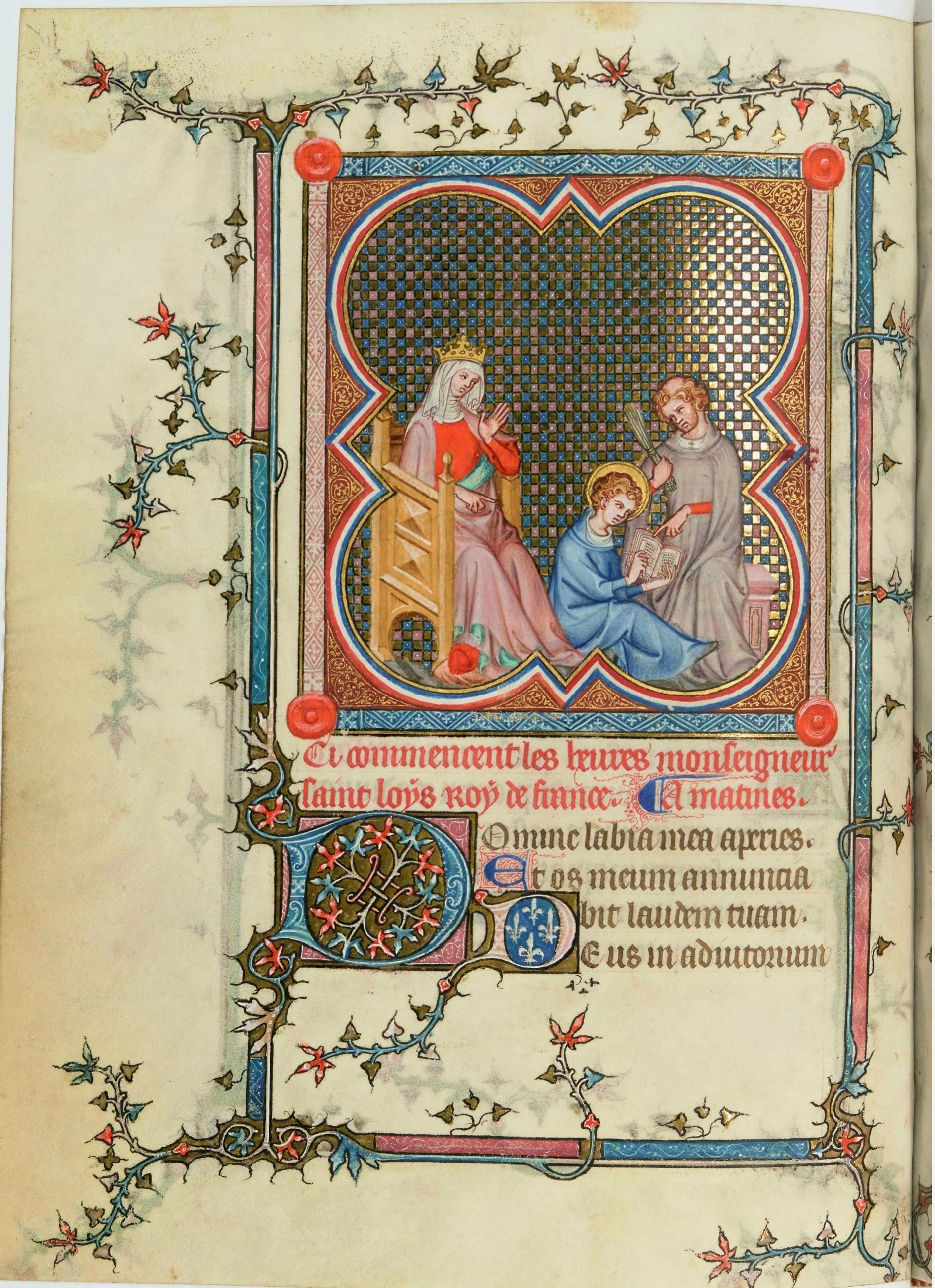
De heilige Lodewijk leert lezen met zijn moeder Blanche van Castilië, f85v uit het Getijdenboek van Johanna van Navarra

### De getijden van de heilige Lodewijk
Het getijde van de heilige Lodewijk is een volledig uitgewerkt getijde met de acht gebedsstonden, dat slechts voorkomt in een viertal getijdenboeken, allemaal gemaakt voor rechtstreekse afstammelingen van Lodewijk, namelijk: de getijden van Blanca van Bourgondië, de getijden van Jeanne d'Évreux, de getijden van Johanna van Navarra, de getijden van Maria van Navarra en het Savoye-getijdenboek. De illustratie lijkt wel op een familiealbum met aan aantal voorstellingen die de jonge jaren van de koning afbeelden (hij werd gekroond toen hij twaalf was) en zijn eerste jaren als koning van Frankrijk.
We vinden de volgende miniaturen in dit getijde:
- f85v, Metten: Lodewijk leert lezen
- f91v, Lauden: Lodewijk woont de mis bij
- f97r, Priem: Lodewijk op reis naar Reims met zijn moeder (1226)
- f99r, Terts: zalving van Lodewijk (1226)
- f100v, Sext: kroning van Lodewijk (1226)
- f102r, None: translatie van de doornenkroon (1239)
- f104r, Vespers: Lodewijk op zijn ziekbed (1244)
- f106v, Completen: Odo van Châteauroux predikt de kruistocht (1245)